# Gergely Tóth
Gergely Tóth, född 3 april 2002, är en ungersk fäktare som tävlar i florett.

## Karriär
Vid EM 2024 i Basel tog Tóth silver tillsammans med Dániel Dósa, Andor Mihályi och Gergő Szemes i lagtävlingen i florett efter en finalförlust mot Frankrike. Vid VM 2025 i Tbilisi tog de brons tillsammans i lagtävlingen i florett efter att ha besegrat Frankrike i bronsmatchen.